# 155
Cette page concerne l'année 155  du calendrier julien. Pour l'année 155 av. J.-C., voir 155 av. J.-C. Pour le nombre 155, voir 155 (nombre).
L'année 155 est une année commune qui commence un mardi.

## Événements
- Bretagne : abandon provisoire du mur d'Antonin et retrait des troupes romaines derrière le mur d'Hadrien pendant la révolte des Brigantes (155-158)[1]. Le gouverneur Julius Verus fait appel à des renforts de Germanie pour mater le soulèvement[2].
- Traité entre Antonin le Pieux et le roi Parthe Vologèse IV[3].
- Début supposé du pontificat d'Anicet (fin en 166)[4].

## Naissances en 155
- Cao Cao, seigneur de guerre, écrivain et poète de la fin de la dynastie Han en Chine antique († 15 mars 220).
- Dion Cassius, historien romain.

## Décès en 155
- 23 février : Polycarpe de Smyrne, martyre chrétien, selon la datation traditionnelle (ou 166-167 selon Eusèbe)[5].
- 11 juillet : Pie Ier, pape.